# تورو کانیون (کالیفرنیا)
تورو کانیون (به انگلیسی: Toro Canyon) یک منطقهٔ مسکونی در ایالات متحده آمریکا است که در شهرستان سانتا باربارا، کالیفرنیا واقع شده‌است. تورو کانیون ۹٫۲۵۵ کیلومتر مربع مساحت و ۱٬۵۰۸ نفر جمعیت دارد و ۱۵ متر بالاتر از سطح دریا واقع شده‌است.